# Arrache-rotule

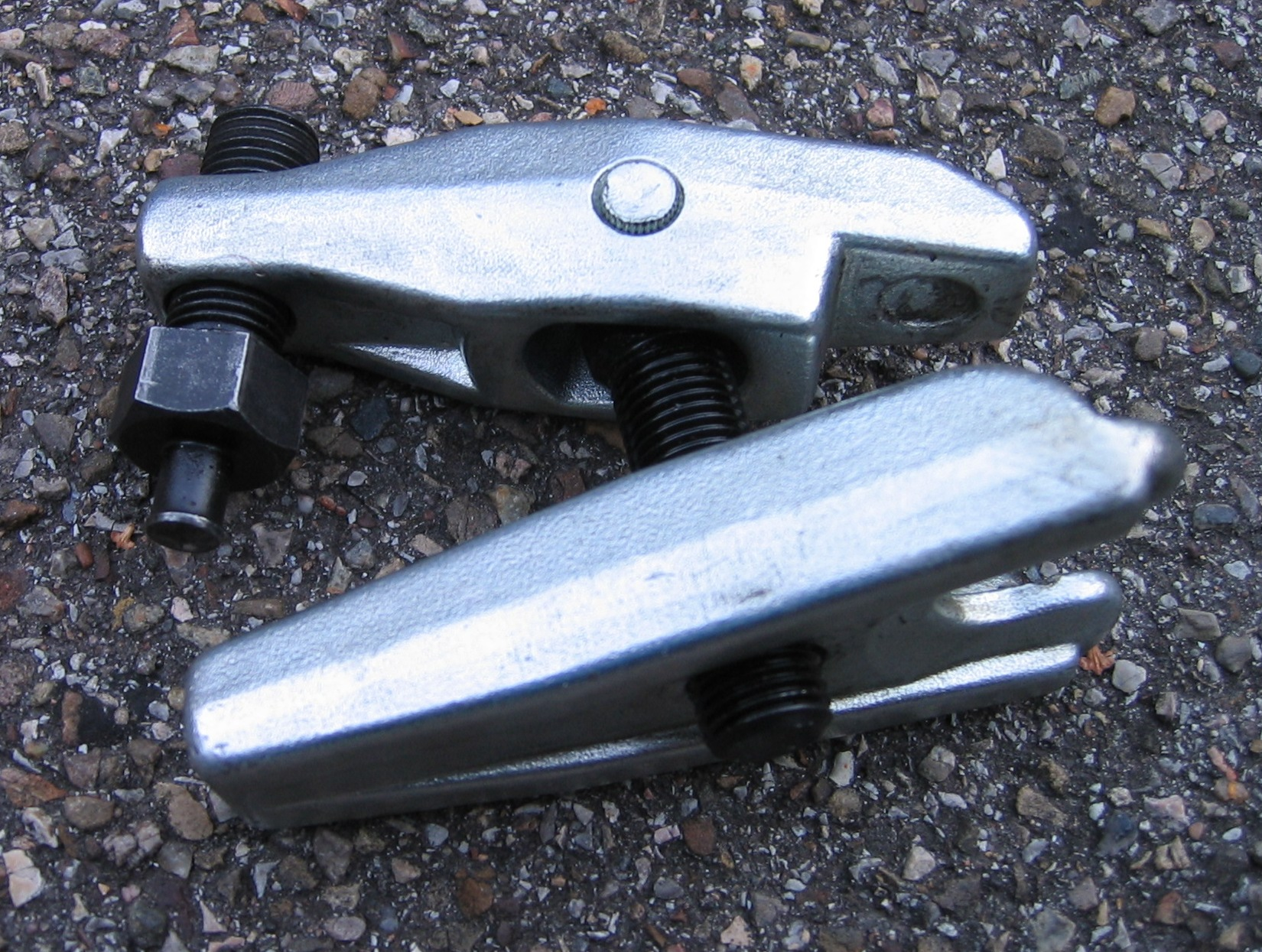
Un arrache-rotule.

Un arrache-rotule ou extracteur de rotule est un outil de la famille des pinces permettant de déboîter sans les endommager les rotules de suspension ou de direction sur les automobiles.
L'arrache-rotule fonctionne comme une pince à écartement. Il est composé de deux branches métalliques reliées entre elles par un axe et d'un écrou qui permet de faire levier pour écarter les branches. Le mécanicien automobile place la tête de la rotule dans l'arrache-rotule et le fixe fermement, puis il visse l'écrou de l'arrache-rotule. L'œil de la rotule se démanche,.
Selon la taille de la rotule, il est possible d'adapter l'arrache-rotule, si bien que les commerçants vendent des mallettes composés d'un assortiment de différentes tailles.
Des modèles plus simples existent, par exemple une gorge avec un écrou dans l'axe pour faire pression sur la tête de rotule, ou encore l'arrache-rotule à choc, fourchette que l'on frappe au maillet comme un burin pour écarter la rotule.